# Номінальний діаметр

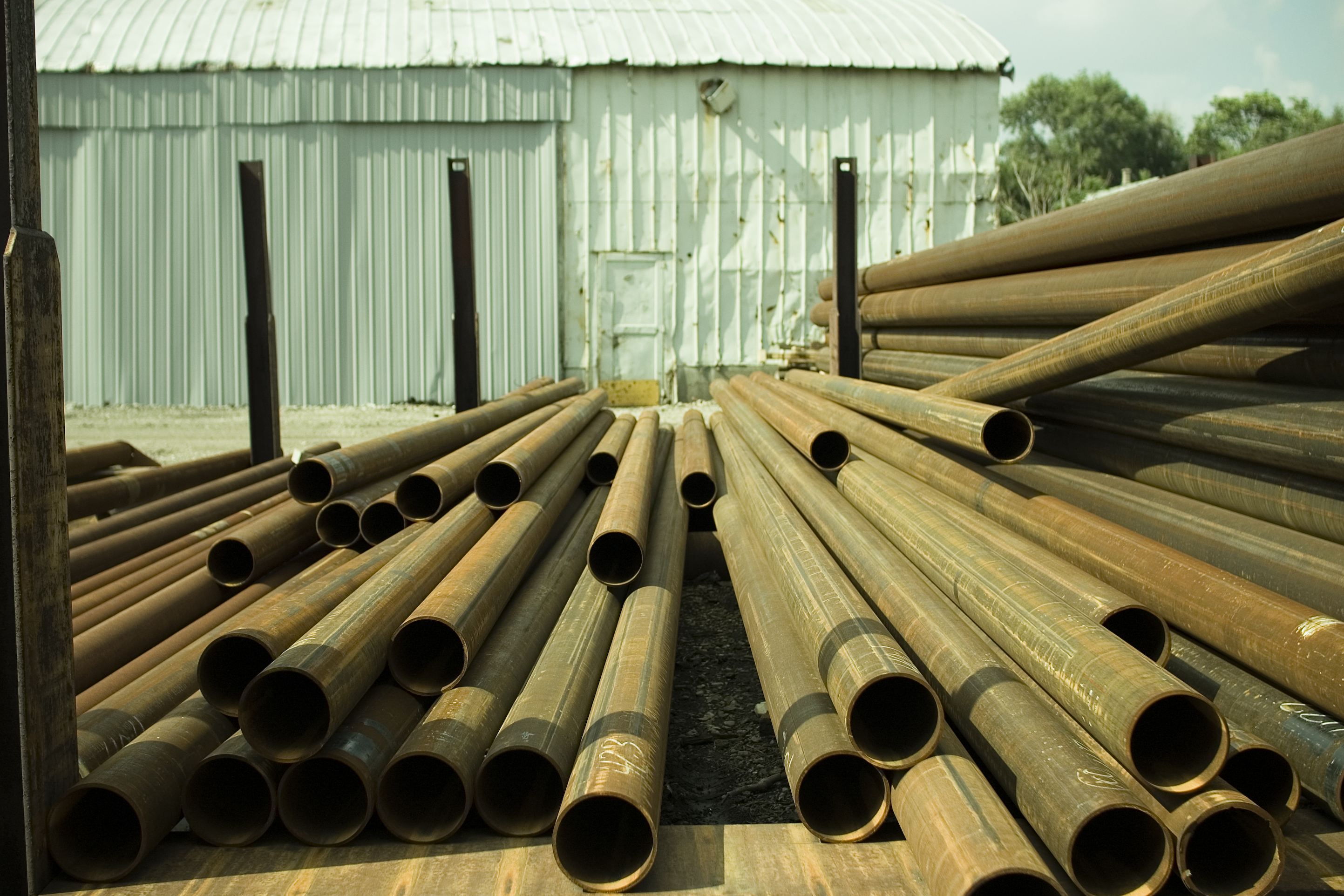
Cталеві труби

Номіна́льний діа́метр (трубопроводу) або DN (від англ. nominal diameter), раніше — умовний прохід або Dу — номінальний параметр, що використовується при описах трубопровідних систем як характеристична ознака при монтажі і припасуванні однієї до одної деталей трубопроводу (труб, фітингів, арматури). Цей параметр використовується як характеристика, загальна для всіх компонентів трубопроводу, крім таких, що характеризуються зовнішнім діаметром або діаметром різьби.
Номінальний діаметр приблизно відповідає діаметру прохідної частини трубопроводу чи його деталей. Він не має одиниць вимірювання і вказується літерами DN, наприклад, як DN 100 (раніше, Dу100).
Градуювання номінальних діаметрів розраховане так, щоб пропускна спроможність трубопроводу при переході від одного номінального діаметра до наступного зростала на 60…100 %. Номінальний діаметр розраховується при проектуванні так, щоб забезпечити потрібну пропускну спроможність трубопроводу.
Загальноприйнятими значеннями номінального діаметра вважаються:
3, 4, 5, 6, 8, 10, 15, 20, 25, 32, 40, 50, 65, 80, 100, 125, 150, 200, 250, 300, 350, 400, 450, 500, 600, 700, 800, 900, 1000, 1200, 1400, 1600, 1800, 2000, 2200, 2400, 2600, 2800, 3000, 3200, 3400, 3600, 3800, 4000.
Поняття номінального діаметра уведено для того, щоб зберегти всіх елементів трубопроводу (труб, арматури та сполучних частин) значення прохідного перерізу, що забезпечує розрахункові умови для проходу рідини, пари чи газу. Під номінальним діаметром труб, арматури і сполучних деталей розуміють середній внутрішній діаметр труб (на просвіт), що може відповідати одному або декільком зовнішнім діаметрам труб.
Дійсний внутрішній діаметр труб зазвичай не дорівнює (за окремими винятками) номінальному діаметру. Так, наприклад, у труб із зовнішнім діаметром 159 мм при товщині стінки 8 мм істинний внутрішній діаметр становить 143 мм, а при товщині стінки 5 мм — 149 мм, однак в обох випадках номінальний діаметр приймається як DN 150.
Значення номінальних діаметрів арматури, сполучних частин, а також усіх деталей технологічного обладнання та приладів, до яких приєднують труби або арматуру, встановлюються ГОСТ 28338-89.

## Таблиці розмірів труб різних номінальних діаметрів
Nominal Pipe Size (NPS) — північноамериканське позначення труб у дюймах.
Nominal Diameter (DN) — європейське позначення в мм

### NPS ⅛ до NPS 3½
| NPS | DN | зовнішній діаметр [дюйм (мм)] | товщина труб [дюйм (мм)] | товщина труб [дюйм (мм)] | товщина труб [дюйм (мм)] | товщина труб [дюйм (мм)] | товщина труб [дюйм (мм)] | товщина труб [дюйм (мм)] | товщина труб [дюйм (мм)] | товщина труб [дюйм (мм)] |
| NPS | DN | зовнішній діаметр [дюйм (мм)] | SCH 5s                   | SCH 10s/10               | SCH 30                   | SCH 40s/40 /STD          | SCH 80s/80 /XS           | SCH 120                  | SCH 160                  | XXS                      |
| --- | -- | ----------------------------- | ------------------------ | ------------------------ | ------------------------ | ------------------------ | ------------------------ | ------------------------ | ------------------------ | ------------------------ |
| ⅛   | 6  | 0.405 (10.29)                 | 0.035 (0.889)            | 0.049 (1.245)            | 0.057 (1.448)            | 0.068 (1.727)            | 0.095 (2.413)            | —                        | —                        | —                        |
| ¼   | 8  | 0.540 (13.72)                 | 0.049 (1.245)            | 0.065 (1.651)            | 0.073 (1.854)            | 0.088 (2.235)            | 0.119 (3.023)            | —                        | —                        | —                        |
| ⅜   | 10 | 0.675 (17.15)                 | 0.049 (1.245)            | 0.065 (1.651)            | 0.073 (1.854)            | 0.091 (2.311)            | 0.126 (3.200)            | —                        |                          | —                        |
| ½   | 15 | 0.840 (21.34)                 | 0.065 (1.651)            | 0.083 (2.108)            | 0.095 (2.413)            | 0.109 (2.769)            | 0.147 (3.734)            | —                        | 0.188 (4.775)            | 0.294 (7.468)            |
| ¾   | 20 | 1.050 (26.67)                 | 0.065 (1.651)            | 0.083 (2.108)            | 0.095 (2.413)            | 0.113 (2.870)            | 0.154 (3.912)            | —                        | 0.219 (5.563)            | 0.308 (7.823)            |
| 1   | 25 | 1.315 (33.40)                 | 0.065 (1.651)            | 0.109 (2.769)            | 0.114 (2.896)            | 0.133 (3.378)            | 0.179 (4.547)            | —                        | 0.250 (6.350)            | 0.358 (9.093)            |
| 1¼  | 32 | 1.660 (42.16)                 | 0.065 (1.651)            | 0.109 (2.769)            | 0.117 (2.972)            | 0.140 (3.556)            | 0.191 (4.851)            | —                        | 0.250 (6.350)            | 0.382 (9.703)            |
| 1½  | 40 | 1.900 (48.26)                 | 0.065 (1.651)            | 0.109 (2.769)            | 0.125 (3.175)            | 0.145 (3.683)            | 0.200 (5.080)            | —                        | 0.281 (7.137)            | 0.400 (10.160)           |
| 2   | 50 | 2.375 (60.33)                 | 0.065 (1.651)            | 0.109 (2.769)            | 0.125 (3.175)            | 0.154 (3.912)            | 0.218 (5.537)            | 0.250 (6.350)            | 0.343 (8.712)            | 0.436 (11.074)           |
| 2½  | 65 | 2.875 (73.03)                 | 0.083 (2.108)            | 0.120 (3.048)            | 0.188 (4.775)            | 0.203 (5.156)            | 0.276 (7.010)            | 0.300 (7.620)            | 0.375 (9.525)            | 0.552 (14.021)           |
| 3   | 80 | 3.500 (88.90)                 | 0.083 (2.108)            | 0.120 (3.048)            | 0.188 (4.775)            | 0.216 (5.486)            | 0.300 (7.620)            | 0.350 (8.890)            | 0.438 (11.125)           | 0.600 (15.240)           |
| 3½  | 90 | 4.000 (101.60)                | 0.083 (2.108)            | 0.120 (3.048)            | 0.188 (4.775)            | 0.226 (5.740)            | 0.318 (8.077)            | —                        | —                        | 0.636 (16.154)           |

Допуск на розмір труби є: зовнішній діаметр +1/64 (0,0156) дюйма, −1/32 (0,0312) дюймів

### NPS 4 до NPS 9
| NPS | DN  | зовнішній діаметр [дюйм (мм)] | товщина труб [дюйм (мм)] | товщина труб [дюйм (мм)] | товщина труб [дюйм (мм)] | товщина труб [дюйм (мм)] | товщина труб [дюйм (мм)] | товщина труб [дюйм (мм)] | товщина труб [дюйм (мм)] | товщина труб [дюйм (мм)] | товщина труб [дюйм (мм)] | товщина труб [дюйм (мм)] | товщина труб [дюйм (мм)] | товщина труб [дюйм (мм)] |
| NPS | DN  | зовнішній діаметр [дюйм (мм)] | SCH 5                    | SCH 10s/10               | SCH 20                   | SCH 30                   | SCH 40s/40 /STD          | SCH 60                   | SCH 80s/80 /XS           | SCH 100                  | SCH 120                  | SCH 140                  | SCH 160                  | XXS                      |
| --- | --- | ----------------------------- | ------------------------ | ------------------------ | ------------------------ | ------------------------ | ------------------------ | ------------------------ | ------------------------ | ------------------------ | ------------------------ | ------------------------ | ------------------------ | ------------------------ |
| 4   | 100 | 4.500 (114.30)                | 0.083 (2.108)            | 0.120 (3.048)            | —                        | 0.188 (4.775)            | 0.237 (6.020)            | 0.281 (7.137)            | 0.337 (8.560)            | —                        | 0.437 (11.100)           | —                        | 0.531 (13.487)           | 0.674 (17.120)           |
| 4½  | 115 | 5.000 (127.00)                | —                        | —                        | —                        | —                        | 0.247 (6.274)            | —                        | 0.355 (9.017)            | —                        | —                        | —                        | —                        | 0.710 (18.034)           |
| 5   | 125 | 5.563 (141.30)                | 0.109 (2.769)            | 0.134 (3.404)            | —                        | —                        | 0.258 (6.553)            | —                        | 0.375 (9.525)            | —                        | 0.500 (12.700)           | —                        | 0.625 (15.875)           | 0.750 (19.050)           |
| 6   | 150 | 6.625 (168.28)                | 0.109 (2.769)            | 0.134 (3.404)            | —                        | —                        | 0.280 (7.112)            | —                        | 0.432 (10.973)           | —                        | 0.562 (14.275)           | —                        | 0.719 (18.263)           | 0.864 (21.946)           |
| 7   | —   | 7.625 (193.68)                | —                        | —                        | —                        | —                        | 0.301 (7.645)            | —                        | 0.500 (12.700)           | —                        | —                        | —                        | —                        | 0.875 (22.225)           |
| 8   | 200 | 8.625 (219.08)                | 0.109 (2.769)            | 0.250 (6.350)            | 0.277 (7.036)            | 0.322 (8.179)            | 0.406 (10.312)           | 0.500 (12.700)           | 0.593 (15.062)           | 0.719 (18.263)           | 0.812 (20.625)           | 0.906 (23.012)           | 0.875 (22.225)           | —                        |
| 9   | —   | 9.625 (244.48)                | —                        | —                        | —                        | —                        | 0.342 (8.687)            | —                        | 0.500 (12.700)           | —                        | —                        | —                        | —                        | —                        |